# Pseuderanthemum leiophyllum
Pseuderanthemum leiophyllum är en akantusväxtart som beskrevs av Emery Clarence Leonard. Pseuderanthemum leiophyllum ingår i släktet Pseuderanthemum och familjen akantusväxter. Inga underarter finns listade i Catalogue of Life.